# Josef Doboš
Josef Doboš (ur. 2 czerwca 1961 w Opawie) – czeski hokeista grający na pozycji obrońcy, trener.

## Kariera
Josef Doboš w czasie kariery reprezentował barwy klubów: Slezana Opawa (1984–1991), HC Ołomuniec (1991–1992), w barwach którego 24 września 1991 roku zadebiutował w ekstraklasie czechosłowackiej w przegranym 4:5 po rzutach karnych meczu z HK Poprad oraz rozegrał łącznie 43 mecze  w fazie zasadniczej ekstraligi czechosłowackiej, w których zdobył 9 punktów (2 gole, 7 asyst) oraz w sezonie 1991/1992 rozegrał 3 mecze w fazie play-off.
Następnie w latach 1992–1996 ponownie reprezentował barwy Slezana Opawa, w którym po awansie do ekstraligi w sezonie 1995/1996 po raz pierwszy zakończył sportową karierę. Jednak w sezonie 1997/1998 wznowił karierę w barwach klubu 2. ligi – HC Nowy Jiczyn, w którym był kapitanem zespołu, a po zakończeniu sezonu ostatecznie w wieku 36 lat zakończył sportową karierę.

## Kariera trenerska
Josef Doboš po zakończeniu kariery sportowej rozpoczął karierę trenerską. W latach 2003–2005 był asystentem trenera w Slezanie Opawa, a w latach 2003–2007 trenował zespoły juniorskie klubu: U-20 (2003–2005) i U-18 (2006–2007). Następnie w latach 2007–2008 pracował w HC Nowy Jiczyn: jako asystent w zespole U-18 (2007–2008) oraz w 2008 roku jako asystent w pierwszym zespole. W latach 2008–2009 trenował Duklę Trenczyn U-20, a w 2009 roku trenował zespół U-15 kraju morawsko-śląskiego.
15 kwietnia 2009 roku został trenerem klubu Polskiej Ligi Hokejowej – Unii Oświęcim, jednak po kilku miesiącach odszedł z klubu. 25 listopada 2009 roku został trenerem KTH Krynicy. W sezonie 2011/2012 spadł z klubem do I ligi, a po nie wywalczeniu awansu do Polskiej Ligi Hokejowej w sezonie 2011/2012 odszedł z klubu.
Następnie w latach 2013–2014 ponownie pracował w Slezanie Opawa: jako trener drużyny U-18 (2013–2014) oraz w 2014 roku jako asystent trenera. 2 października 2014 roku wrócił do klubu występującego w utworzonej w 2013 roku Polskiej Hokej Ligi – Unii Oświęcim, jednak 23 października 2017 roku z powodu słabych wyników Biało-niebieskich został zwolniony z tej funkcji. 8 listopada 2017 roku zastąpił grającego trenera Adriana Parzyszka na stanowisku trenera Naprzodu Janów, jednak po spadku z Polskiej Hokej Ligi w sezonie 2017/2018 odszedł z klubu.
Od 2020 roku jest trenerem klubu 2. ligi – HC Międzyrzecze Wołoskie.

## Sukcesy
Zawodnicze
- Awans do ekstraligi: 1996 ze Slezanem Opawa